# Токмак-Могила
Токма́к-Моги́ла (інша назва — Синя гора) — пагорб, мінералого-петрографічна пам'ятка України. Розташована на заході Приазовської височини, на схід від села Новополтавка, на межі Чернігівського та Пологівського районів Запорізької області.
Зважаючи на особливу цінність Токмак-Могили як природного утворення, останець разом із прилеглою територією в 1972 році оголошено геологічною пам'яткою природи місцевого (обласного) значення «Токмак-могила (Синя гора)» (Рішення Запорізького облвиконкому від 24.05.1972 р. № 206) .
Токмак-Могила — друга за висотою точка Запорізької області. Її висота 307 м над рівнем моря, відносна висота 40 м.
Пагорб є конусоподібним денудаційним останцем докембрійських кристалічних порід Приазовського тектонічного блока Українського щита. Складений переважно порфіробластичними гранітами приазовського комплексу нижнього протерозою, в яких на деяких ділянках трапляються чарнокіти й ендербіти. Відслонення має мінералого-петрографічне значення, цікаве також у геоморфологічному відношенні. Верхня частина схилу останцевого підніжжя кам'яниста, з несуцільним покривом північно-степової рослинності петрофільного варіанту на неповнорозвинутих чорноземоподібних щебенювато-гравійних ґрунтах на елювії скельних порід. Нижня частина виположена, розорана, в минулому петрофітно-злаково-різнотравна, на чорноземах звичайних суглинисто-гравійних.

## Цікаві факти
- Біля підніжжя Токмак-Могили (на південний захід) діє Новополтавський гранітний кар'єр.
- На частині Токмак-Могили створено природоохоронну територію, геологічну пам'ятку природи «Токмак-Могила (Синя гора)» що має площу 3 га.
- Неподалік від пагорба розташовані верхів'я зразу декількох річок Запорізької області (Каїнкулак, Сисикулак, Токмак, Берда, Токмачка, Кінська), через неї також проходить вододіл між Азовським та Чорним морями.